# 国际数学物理大会
国际数学物理大会（International Congress on Mathematical Physics, ICMP）是数学物理学界最大的研究性学术会议。这一会议每三年举办一次，代表国际数学物理联合会（IAMP）。

## 奖项
庞加莱奖（Henri Poincaré Prize）和IAMP early career award都在ICMP大会上颁发。

## 历届大会
- 1972: 莫斯科
- 1974: 华沙
- 1975: 京都
- 1977: 罗马
- 1979: 洛桑
- 1981: 柏林
- 1983: Boulder
- 1986: 马赛
- 1988: 斯旺西
- 1991: 莱比锡
- 1994: 巴黎
- 1997: 布里斯班 (网站)
- 2000: 伦敦
- 2003: 里斯本 (网站（页面存档备份，存于）)
- 2006: 里约热内卢 (网站（页面存档备份，存于）)
- 2009: 布拉格 (网站（页面存档备份，存于）)
- 2012: 奥尔堡 (网站（页面存档备份，存于）)